# Természetes fény
Természetes fény è un film del 2021 diretto da Dénes Nagy.

## Riconoscimenti
- 2021 - Festival di Berlino
  - Orso d'argento per il miglior regista a Dénes Nagy